# Bhikaiji Cama
Pour les articles homonymes, voir Cama.
Bhikaiji Rustom Cama (24 septembre 1861 - 13 août 1936), connue également sous le nom de Madame Cama, est l'une des personnalités notables du mouvement indépendantiste indien, bien que son activisme se déroule en Europe. À l'origine du premier drapeau national de l’Inde, elle est aussi connue pour son engagement en faveur des femmes.

## Jeunesse
Bhikaiji Rustom Cama naît dans une famille de la bourgeoisie parsi de Bombay. Ses parents, Sorabji Framji Patel et Jaijibai Sorabji Patel, sont des notables bien connus dans la ville, où son père, Sorabji - avocat de formation et commerçant de profession - est un membre influent de la communauté parsi. 
Comme beaucoup de filles parsi de l'époque, Bhikhaiji fréquente l'établissement Alexandra Native Girl's English Institution, une école pour jeunes filles fondée par l'homme d'affaires Manockjee Cursetjee et nommée en l'honneur d'Alexandra du Danemark. 
Le 3 août 1885, elle épouse Rustom Cama, fils de Kharshedji Rustomji Cama, un réformateur engagé dans le domaine de l’éducation. Son mari est un avocat riche et pro-britannique qui aspire à se lancer en politique. Ce n'est pas un mariage heureux et Bhikhaiji consacre alors la majeure partie de son temps et de son énergie à des activités philanthropiques et au travail social.

## Indépendantisme indien

### Politisation dans la diaspora
En octobre 1896, la région de Bombay est d’abord frappée par la famine, puis peu après par la peste bubonique. Bhikhaiji rejoint l'une des nombreuses équipes du Grant Medical College dans le but de prodiguer des soins aux malades. Contractant elle-même la peste, gravement affaiblie, elle est envoyée en Grande-Bretagne pour des soins médicaux en 1902.
En 1908, elle entre en contact avec Shyamji Krishna Varma, un militant bien connu dans la communauté indienne de Londres pour ses discours nationalistes enflammés tenus à Hyde Park. Par son intermédiaire, elle rencontre Dadabhai Naoroji, alors président du Comité britannique du Congrès national indien et pour qui elle décide de travailler en tant que secrétaire privée. Aux côtés de Naoroji et de Singh Rewabhai Rana, Cama soutient en 1905 la fondation de la Indian Home Rule Society, une organisation réclament l'autonomie de l’Inde.

### Engagement en France

Drapeau nationaliste indien présenté le 22 août 1907 à Stuttgart. Le vert, le jaune et le rouge représent respectivement l'islam, l'hindouisme et le bouddhisme. Les lotus correspondent aux provinces de l’Inde britannique et le mot en devanagari au slogan du Congrès national indien.

La même année, elle déménage à Paris, où - avec S.R. Rana et Munchershah Burjorji Godrej – elle fonde la Société indienne de Paris. Avec d'autres membres notables du mouvement pour la souveraineté indienne vivant en exil, Cama écrit des textes publiés aux Pays-Bas et en Suisse, distribuant de la littérature révolutionnaire pour le mouvement, notamment la revue Bande Mataram (fondée en réponse à l'interdiction par la Couronne du poème « Vande Mataram » ) et plus tard au périodique Madan's Talwar (en réponse à l'exécution de Madan Lal Dhingra). 
Le 22 août 1907, Cama assiste au deuxième congrès de l'Internationale socialiste à Stuttgart, en Allemagne, où elle décrit les effets dévastateurs d'une famine qui avait frappé le sous-continent indien. Dans son appel aux droits de l'homme, à l'égalité et à l'autonomie par rapport à la Grande-Bretagne, elle dévoile ce qu'elle appelle le « drapeau de l'indépendance de l'Inde ». 
Le drapeau de Cama,  inspiré de celui de Calcutta, a été conçu conjointement par Cama et Shyamji Krishna Varma. Il servira plus tard de modèle pour l'actuel drapeau de l'Inde.

### Répression et dernières années
En 1909, après l'assassinat de l'officier et gouverneur britannique Curzon Wyllie par Madan Lal Dhingra, un assistant du secrétaire d'État à l'Inde, Scotland Yard arrête plusieurs activistes  vivant en Grande-Bretagne, dont Vinayak Damodar Savarkar. Le gouvernement britannique demande l'extradition de Cama mais la France refuse de coopérer. L'héritage de Cama est alors confisqué. Lénine l'aurait invitée à résider en Union soviétique. Pendant la Première Guerre mondiale, des mesures policières sont prises contre les indépendantistes indiens en France et Cama se trouve incarcérée à Vichy en 1915, avant d'être libérée en 1917 et placée sous surveillance à Bordeaux. Elle retourne à Paris après la guerre et obtient l'autorisation de rentrer en Inde en 1935, à condition de renoncer aux activités sécessionnistes. 

## Engagement féministe
Influencée par Christabel Pankhurst et le mouvement des suffragette, Bhikhaiji Cama soutient avec vigueur l’égalité des sexes.  Sa position concernant le vote des femmes est toutefois secondaire par rapport à sa position sur l'indépendance de l'Inde.